# Up Nately
Up Nately – wieś w Anglii, w hrabstwie Hampshire, w dystrykcie Basingstoke and Deane. Leży 35 km na północny wschód od miasta Winchester i 67 km na południowy zachód od Londynu.